# Laurenz Hugl
Laurenz Hugl (* 22. Dezember 1867 in Wetzelsdorf; † 5. Oktober 1952 ebenda) war ein österreichischer Politiker (CSP) und Landwirt. Hugl war von 1927 bis 1932 Mitglied des Bundesrates und von 1932 bis 1934 Abgeordneter zum Landtag von Niederösterreich.
Hugl besuchte die Volksschule und hatte mehrere Funktionen in landwirtschaftlichen Organisationen inne. Politisch engagierte sich Hugl zudem stark in der Lokalpolitik von Wetzelsdorf, wo er von 1907 bis 1940 das Amt des Bürgermeisters ausübte. Hugl konnte sein Amt als Bürgermeister auch nach 1938 ausüben, nachdem er 1934 einen Ortsgruppenleiter der NSDAP vor Verfolgung geschützt hatte. Zudem war Hugl in der Zwischenkriegszeit vom 20. Mai 1927 bis zum 3. Juni 1932 Mitglied des Bundesrates und wechselte danach vom 21. Mai 1932 bis zum 30. Oktober 1934 als Vertreter der Christlichsozialen Partei in den Landtag. Hugl war auch nach dem Ende des Zweiten Weltkriegs von 1946 bis 1950 als Gemeinderat aktiv. Zudem war er Gründer eines Wasserverbandes.